# Boualem Bouguetaia
Boualem Bouguetaia (* 21. September 1946 in Oued Rhiou) ist ein algerischer Jurist und Politiker. Seit 2008 ist er Richter am Internationalen Seegerichtshof.

## Leben
Bouguetaia studierte an der Sorbonne Rechtswissenschaften und schloss sein Studium 1973 mit dem Magistergrad im Schwerpunktbereich Völkerrecht ab. Nach einem Diplomstudiengang im Bereich Wirtschaft und Finanzen am Institut d’études politiques de Paris promovierte er sich 1979 zum Doktor der Rechte.
Von 1972 bis 1975 arbeitete Bouguetaia als wissenschaftlicher Mitarbeiter in der algerischen Botschaft in Paris, bevor er als Berater in das Verteidigungsministerium seines Landes wechselte.
1987 wurde er in die algerische Nationalversammlung gewählt, wo er unter anderem Mitglied des Ausschusses für auswärtige Angelegenheiten und des Finanzausschusses war. 1993 wechselte er als Leiter der Rechtsabteilung ins Außenministerium. Diese Position hatte er bis 2001 inne. Hieran schlossen sich Stationen als Botschafter im Senegal, den Kapverden, Gambia und Guinea-Bissau an. Noch heute ist Bouguetaia Berater des algerischen Außenministers.
Seit dem 1. Oktober 2008 ist er Richter am Internationalen Seegerichtshof in Hamburg und war vom 1. Oktober 2014 bis zum 30. September 2017 dessen Vizepräsident. Nach seiner ersten Amtszeit am Internationalen Seegerichtshof wurde er für eine zweite Amtszeit als Richter ernannt, die am 1. Oktober 2017 begonnen hat.

## Auszeichnungen
Bouguetaia ist seit 2005 Träger des senegalesischen Nationalordens Ordre national du Lion.

## Publikationen (Auswahl)
- Les frontières méridionales de l'Algerie: de l'hinterland à l'utipossidetis; études et documents. S.N.E.D., Algier 1981.